# The Best of Little Walter
The Best of Little Walter è un album del musicista blues afroamericano Little Walter.

## Il disco
Pubblicata nel 1958, la raccolta include dieci brani di Little Walter entrati nella Top 10 della classifica Billboard R&B Chart nel periodo 1952-1955, più due B-side. L'album, oltre ad essere l'unico album pubblicato in vita da Little Walter, fu anche il primo disco LP pubblicato dall'etichetta Checker Records; e successivamente venne ristampato dalla Chess Records con lo stesso numero di catalogo.

### Artwork e copertina
La copertina dell'album mostra una foto in bianco e nero di Little Walter che suona l'armonica a bocca, scattata dal fotografo Don Bronstein, e note interne ad opera di Studs Terkel, autore di Giants of Jazz.

## Riconoscimenti
Nel 1991, The Best of Little Walter è stato inserito nella Blues Foundation Hall of Fame nella categoria "Classics of Blues Recordings – Album". Il disco è inoltre inserito alla posizione numero 198 nella lista dei migliori 500 album di sempre redatta dalla rivista Rolling Stone.

## Tracce
- Tutti i brani sono opera di Walter Jacobs (Little Walter), tranne dove indicato diversamente

Lato 1
1. My Babe (Willie Dixon) - 2:44
2. Sad Hours - 3:15
3. You're So Fine - 3:07
4. Last Night - 2:46
5. Blues with a Feeling (Rabon Tarrant, riscritta da Jacobs) - 3:10
6. Can't Hold Out Much Longer - 3:03

Lato 2
1. Juke - 2:47
2. Mean Old World (T-Bone Walker, riscritta da Jacobs) - 2:57
3. Off the Wall - 2:52
4. You Better Watch Yourself - 3:04
5. Blue Light - 3:14
6. Tell Me Mamma - 2:47

## Formazione
- Little Walter – voce, armonica a bocca
- Muddy Waters – chitarra in Juke e Can't Hold Out Much Longer
- Jimmy Rogers – chitarra in Juke e Can't Hold Out Much Longer
- David Myers – chitarra
- Louis Myers – chitarra
- Leonard Caston – chitarra in My Babe
- Robert Lockwood Jr. – chitarra in My Babe
- Willie Dixon – contrabbasso, produzione
- Elgin Evans – batteria in Juke e Can't Hold Out Much Longer
- Fred Below – batteria